# Wise (företag)
Wise är en penningöverföringstjänst, baserad i Storbritannien, som lanserades januari 2011 av Kristo Käärmann och Taavet Hinrikus. Företaget har 750 valutapar med vilka det låter användare skicka pengar mellan länder, och de har även konton som kan äga flera valutor. Under 2018 hade Transferwise en vinst på 8M USD, och en kundbas på 4 miljoner användare.
I februari 2021 bytte Transferwise namn till Wise, vilket företagets medgrundare, Kristo Käärmann, tillkännagav i ett blogginlägg.

## Överföring

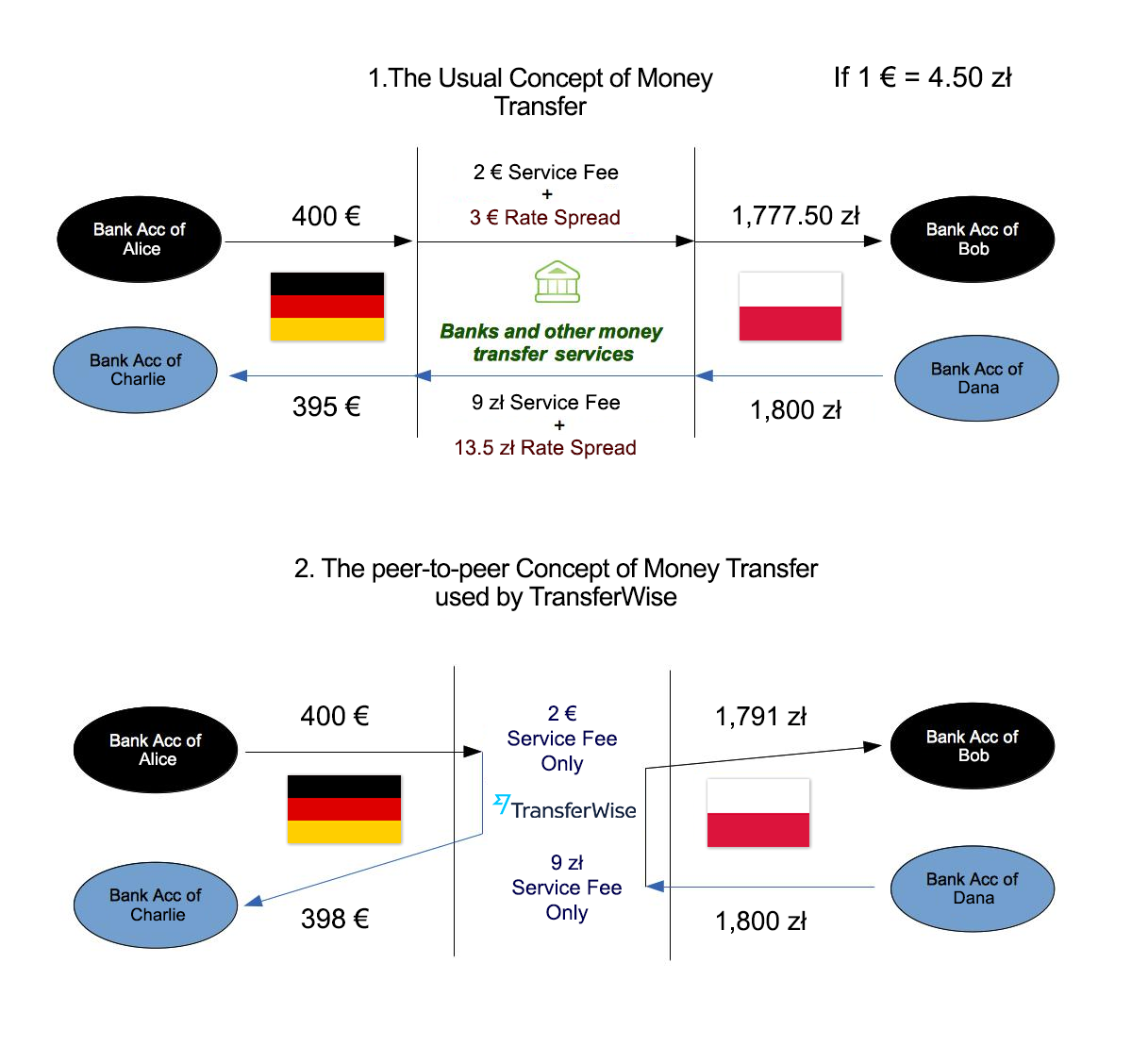
Regelbunden penningöverföring jämfört med peer-to-peer pengaröverföring

I vanliga fall när man gör vill genomföra en banköverföring som går över landgränser och som kräver att pengarna växlas till den lokala valutan gör man det genom SWIFT -systemet. Då kan man betala avgift för att överföring går över landgränser samt en växlingsavgift. Transferwise har en egen process för att undvika detta, istället för att överföra direkt till destinationen matchar man kunder mot varandra. Processen går ut på att varje överföring matchas mot en annan överföring som går åt det motsatta hållet. På så sätt kan man genomföra två lokala banköverföringar som uppnår samma resultat men till lägre avgifter. Genom användandet av marknadens mittkurs vid valutaväxling, så tillkommer inget påslag på växelkursen när man överför pengar genom Transferwise.
Transferwises system har jämförts med hawala-överföringssystemet.